# Élisabeth Martens
Pour les articles homonymes, voir Martens.
Élisabeth Martens est une biologiste belge, née le 19 février 1958, spécialisée en médecine traditionnelle chinoise et auteur d'ouvrages sur la Chine et notamment le Tibet et le bouddhisme tibétain. 

## Biographie

### Formation
Élisabeth Martens est licenciée en sciences biologiques de l'Université libre de Bruxelles en Belgique (1977-1982).
En 1988-1989, elle suit durant une année des cours de langue chinoise à l'université de pédagogie de Nankin en République populaire de Chine , puis, de 1988 à 1991, elle se spécialise en médecine traditionnelle chinoise : approche théorique de la médecine chinoise à l'université de pharmacologie de Nankin, pratique d'acupuncture et de tuina (massage chinois) à l’hôpital Gulou de Nankin, et une formation en qi gong (gymnastique traditionnelle chinoise) à l'université de médecine traditionnelle de Nankin). Elle fait partie alors du grand nombre d'Occidentaux qui sont allés en Chine se former à la médecine chinoise tandis qu'en Belgique se multipliaient facultés ou centres enseignant les pratiques de cette médecine et hôpitaux intégrant ces mêmes pratiques.
Elle poursuit également une formation en arts martiaux internes avec le maître Tian Liyang qu'elle rencontre lors d'un voyage dans le Wudangshan dans la province du Hubei.

### Jeunesse, voyages, vie personnelle et professionnelle
Élevée dans une famille catholique stricte, Élisabeth Martens connaît une adolescence mystique et noue ses premiers contacts avec le bouddhisme tibétain à l'âge de 14 ans dans un des premiers temples dédiés à Sakayamuni ouverts à Bruxelles, au début des années 1970 . À 17 ans, elle se tourne à nouveau vers le catholicisme et est tentée d'entrer dans les  ordres cisterciens.
Lors de son séjour en Chine de 1988 à 1991, elle découvre la culture tibétaine et fait sa deuxième rencontre avec le bouddhisme tibétain au monastère de Labrang dans la préfecture autonome tibétaine de Gannan (province du Gansu).
Rapatriée en Belgique par le corps diplomatique en juin 1989 juste avant les événements de la place Tian'anmen, elle retourne en Chine en octobre 1989, et poursuit ses études à Nankin et ses voyages à travers la Chine. C'est à cette époque qu'elle rencontre son compagnon de route, Jean-Paul Desimpelaere, ingénieur civil, coadministrateur de l’Association Belgique Chine de 1982 à 1998, manager de l'agence de voyage « Belgique-Chine » (1985 à 1998) et président de l'association « Euro-China ».
De retour en Europe en 1991, Élisabeth Martens se dit avoir été saisie du décalage entre le discours sur le Tibet de ce qu'elle appelle « la bienséance politique » et ce qu'elle a constaté sur place, et crée l'association "Tian-di" pour promouvoir une meilleure connaissance de la Chine, car elle se dit consternée par l'écart existant entre le discours européen concernant la Chine et la réalité chinoise, ceci principalement à propos de deux événements survenus en 1989 et qui l'ont touchée de près, étant en Chine à ce moment-là: les Manifestations de la place Tian'anmen et l’octroi au dalaï-lama du prix Nobel de la Paix.
En octobre 1995, elle découvre avec Jean-Paul Desimpelaere la région autonome du Tibet lors d'un voyage de Lhassa vers la frontière de la province du Sichuan et retour en longeant la frontière de la province du Qinghai, puis de Lhassa vers Shigatsé et retour. Par la suite, elle et son compagnon organisent et accompagnent plusieurs voyages dans les régions tibétaines (région autonome du Tibet, Qinghai, Gansu, Sichuan, Yunnan), rédigent ensemble des livres et organisent des conférences.

## Publications
En 2008 elle publie, aux éditions L'Harmattan, Histoire du Bouddhisme tibétain, la Compassion des Puissants, livre rédigé à partir d'un travail de documentation auquel a participé son mari, Jean-Paul Desimpelaere.
En 2009, elle publie, en collaboration avec son mari, Tibet : au-delà de l'illusion, aux Éditions Aden.
En 2013, elle publie Qui sont les Chinois ? Pensées et paroles de Chine, aux éditions Max Milo.

## Opinions
Elle attribue les émeutes de mars 2008 moins à des causes ethniques qu'à la colère sociale de jeunes Tibétains laissés pour compte des progrès économiques de la Chine et désavantagés par rapport aux travailleurs Han mieux formés et plus qualifiés.
Pour elle, une scission est de plus en plus évidente au sein de la communauté tibétaine en exil : d'une part, il y a les modérés, dont le dalaï-lama, qui parlent d'autonomie poussée. C'est une fraction majoritaire au sein du gouvernement en exil, et il y a les radicaux qui exigent une indépendance totale. Jusqu'à présent la demande d'indépendance a été sans suite : ni les Nations unies ni aucun pays n'ont jamais reconnu le Tibet comme État indépendant.

## Critique
Elle est présentée comme amie de la Chine et historienne du bouddhisme tibétain dans un entretien au quotidien suisse Le Courrier en mars 2008.
Après que la revue Sciences Humaines eut publié, en novembre 2011, un entretien avec Élisabeth Martens, divers universitaires spécialistes du bouddhisme, dont Marie Holzman, s'indignèrent qu'un journaliste ait interviewé Élisabeth Martens et contestèrent sa légitimité en des termes virulents . Héloïse Lhérété, rédactrice en chef de Sciences humaines répond : « Aurions-nous dû accompagner cette interview de davantage de précautions ? Sans doute. Car sur de tels sujets, quand le militantisme, dans un sens ou dans un autre, imprègne le discours des chercheurs, il devient difficile de démêler le vrai et le faux, le savoir et l’opinion. Sciences Humaines aurait ainsi pu présenter le parcours atypique d’Élisabeth Martens, la controverse que son livre suscite, les autres points de vue et enfin le contexte politique qui entoure le conflit sino-tibétain. ».

## Œuvre

### Livres
- Histoire du bouddhisme tibétain. La compassion des puissants, Paris, L'Harmattan, coll. « Recherches Asiatiques », novembre 2007, 282 p. (ISBN 978-2-296-04033-5, OCLC 845811543, BNF 41156656, lire en ligne)
- Élisabeth Martens et Jean-Paul Desimpelaere, Tibet : au-delà de l'illusion, Bruxelles, Éditions Aden, mai 2009, 265 p. (ISBN 978-2-930402-83-3, OCLC 495226445, BNF 41442137)
- Qui sont les Chinois ? : pensées et paroles de Chine, Paris, Max Milo, 2013, 318 p. (ISBN 978-2-315-00385-3 et 2-315-00385-7, OCLC 862211613, BNF 43668894)

### Articles
- La Chine n’est pas un pâturage pour bonimenteurs !, article pour Diverses Cités, mensuel d’opinion, mai 2008 (reproduit sur le site tibetdoc.eu)
- Les enfants-moines du Tibet, sur le site Reflets de Chine, mai 2009
- Ma traversée du bouddhisme, sur le site Tian-Di, juin 2009
- Ce que le Dalaï Lama ne dit pas sur le Tibet et sur sa doctrine, sur le site Osservatorio internazionale per i diretti